# Rosellina Sbrana
Rosellina Sbrana (Pisa, 21 novembre 1962) è una politica e veterinaria italiana.

## Biografia
Vive a Cascina (Pisa). Si è laureata in Medicina veterinaria all'Università di Pisa; medico veterinario, è dirigente veterinario del Ministero della salute presso il pif di Livorno.
Consigliera comunale della Lega Nord a Cascina dal 2016. Alle elezioni politiche del 2018 è stata eletta senatrice per la coalizione di centrodestra nel collegio uninominale di Pisa.
Nel 2021 lascia la Lega a causa delle sue posizioni contro il Green Pass, il 17 novembre 2021 aderisce al gruppo misto. Il 27 aprile 2022 con alcuni ex M5S e i senatori del Partito Comunista e di Italia dei Valori dà vita al gruppo parlamentare C.A.L. (Costituzione Ambiente Lavoro) - PC - IdV. Conclude il proprio mandato parlamentare nell'autunno 2022.